# Donglan
Donglã (em chinês tradicional: 東蘭縣; chinês simplificado: 东兰县; pinyin: Dōnglán; Zhuang: Doenglan) é uma Condado da Hechi, localidade situada ao noroeste da Região Autónoma Zhuang de Guangxi, na República Popular da China. Ocupa uma área total de 2.415 Km². As etnias presentes na cidade são Zhuang, Yao, Shui, Miao, Han, Maonan e Mulao. Segundo dados de 2010, Donglan possuí 295 500 habitantes, 85% das pessoas que pertencem ao grupo étnico Zhuang.